# 2065 Spicer

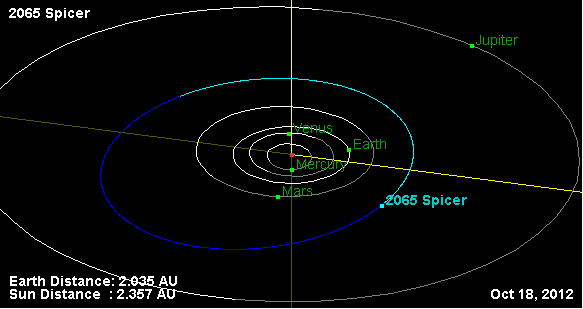
Orbita di 2065 Spicer (in verde-azzurro)

2065 Spicer è un asteroide della fascia principale. Scoperto nel 1959, presenta un'orbita caratterizzata da un semiasse maggiore pari a 2,7026814 UA e da un'eccentricità di 0,2330731, inclinata di 6,42251° rispetto all'eclittica.
L'asteroide prende il nome dall'antropologo statunitense Edward Spicer.